# Droit jersiais
Le droit jersiais a été influencé par plusieurs traditions légales différentes, dont la coutume de Normandie, la common law anglaise et le droit civil français moderne. Le bailliage de Jersey est une juridiction séparée du Royaume-Uni et se distingue des juridictions des autres îles Anglo-Normandes dont Guernesey, bien qu'elles partagent des similarités historiques. Le droit jersiais est un droit mixte. Les sources du droit sont en anglais et en français bien que depuis les années 1950, la langue de travail principale soit l'anglais.

## Sources du droit

### Législation adoptée par les États de Jersey
Le Parlement de Jersey, dénommé les États de Jersey, légifère dans la plupart des domaines.

#### Lois

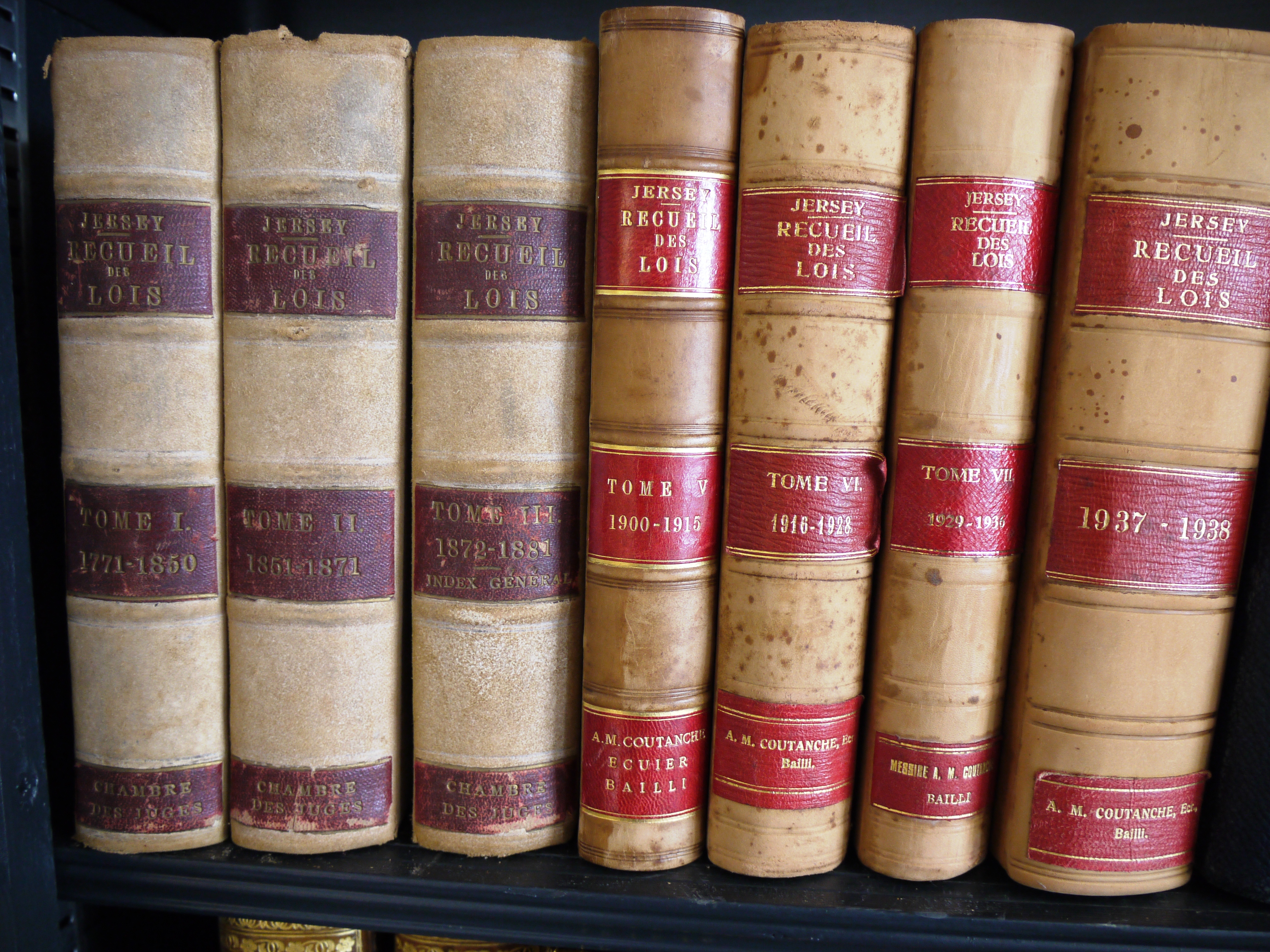
Recueil de Lois de Jersey de 1771.

La plus importante forme de normes adoptées par les États est les lois. Si une proposition de loi est controversée, la proposition est débattue. La procédure de discussion des lois est prévue par le règlement des États de Jersey,. Une fois que la loi est rédigée, le processus législatif commence et elle devient un projet de loi, qui peut être introduit aux États par un ministre, un membre des États, un panel de supervision ou le Comité des Connétables. Lors de la première lecture, le titre du projet est lu et le projet est déposé au greffe afin de laisser deux à six semaines aux membres pour lire le projet. D'après l'article 16 de l’Human Rights (Jersey) Law de 2000, le ministre ou tout autre personne transmettant le projet au Greffe doit faire une déclaration écrite indiquant que les dispositions du projet sont compatibles avec la Convention européenne des droits de l'homme ou « faire une déclaration indiquant qu'il est dans l'impossibilité de faire une déclaration de compatibilité » et qu'il veut néanmoins que les États maintiennent l'étude du projet. Lors de la seconde lecture, un débat formel se tient dans la chambre des États durant lequel les membres étudient le éléments du projet et le revoient en détail. Lors de la troisième lecture, les erreurs de rédaction mineures sont corrigées. Enfin, les membres votent pour adopter la loi.
La loi est alors soumise au Lieutenant-gouverneur pour qu'elle soit transmise à Londres, où les officiels du ministère de la Justice examinent la loi. En 2010, le Comité de la justice de la Chambre des communes critiqua le gouvernement britannique en considérant que les îles Anglo-Normandes étaient mieux conseillées par leurs propres conseillers légaux et parlementaires. Ce processus peut prendre plusieurs mois. En 2011, des personnes protestant contre une loi ont cherché à réduire le nombre de sénateurs dans les États en lançant une pétition pour saisir le Conseil privé afin qu'il conseille à la reine de ne pas donner la sanction royale. Une fois que l'examen officiel est terminé à Londres, la loi est formellement présentée à la reine pour qu'elle la sanctionne lors d'une rencontre du Conseil privé se tenant au palais de Buckingham ou au château de Windsor.
Après qu'une loi ait reçu la sanction royale, la dernière étape est son enregistrement devant la Cour royale de Jersey. À ce point, la loi est adoptée. La loi est ensuite mise en vigueur à la date décidée par le ministre jersiais compétent. Un délai important peut alors se trouver entre l'adoption et la mise en œuvre de la loi (dans les cas nécessitant, par exemple, la préparation des fonctionnaires, la mise à jour des systèmes informatiques, etc.).
Les lois adoptées et entrées en vigueur sont imprimées dans le Recueil de Lois de Jersey et en ligne sur le site JerseyLaw du Comité d'information légale de Jersey.

#### Autres normes juridiques
En dehors des lois, les autres types de normes juridiques sont :
- les règlements : ils sont utilisés quand une loi délègue aux États de Jersey la possibilité d'adopter un règlement pour mettre en œuvre une loi donnée,
- les règlements triennaux : depuis le XVIIIe siècle, les États de Jersey ont le pouvoir d'adopter des règlements de planification triennale,
- les ordonnances et règles : elles sont généralement adoptées par un ministre dans le cadre de ses compétences.

### Droit coutumier
La coutume est une source de droit de Jersey décrite comme « le produit généralement accepté de l'usage et de la pratique. Elle n'a pas de sanction formelle ou d'autorité en dehors du consensus général des opinions au sein de la communauté ». Elle diffère de la common law anglaise où les règles établies par les juges des cours supérieures lient les autres cours car elles sont établies par un juge. En droit coutumier, le rôle du judiciaire est de rechercher les preuves d'« un usage ou d'une pratique généralement accepté ».
Certaines règles de droit coutumier se sont cristallisées (par un usage répété au sein de la Cour royale et dans la façon dont les gens conduisent leurs affaires) au point que tous acceptent leurs effets contraignants sans qu'il n'y ait eu débat. Les frontières des paroisses, l'existence du bureau du baillis et plusieurs autres règles liées à la possession des terres et à l'héritage font partie de cette catégorie. Beaucoup de ces règles peuvent être trouvées dans la doctrine et dans la jurisprudence des tribunaux de Jersey. Lorsqu'un travail de doctrine n'a pas été effectué par les commentateurs, les tribunaux de Jersey cherchent la preuve factuelle de l'existence d'« un usage et d'une pratique généralement acceptés ».
Le droit coutumier du duché de Normandie est une source de droit particulièrement influente à Jersey, même si Jersey fut détaché de la Normandie en 1204. Le droit normand s'est développé en deux époques distinctes : l'« ancienne coutume » (de 1199 à 1538) et la « coutume réformée » (de 1538 à 1804).

#### Ancienne coutume de Normandie

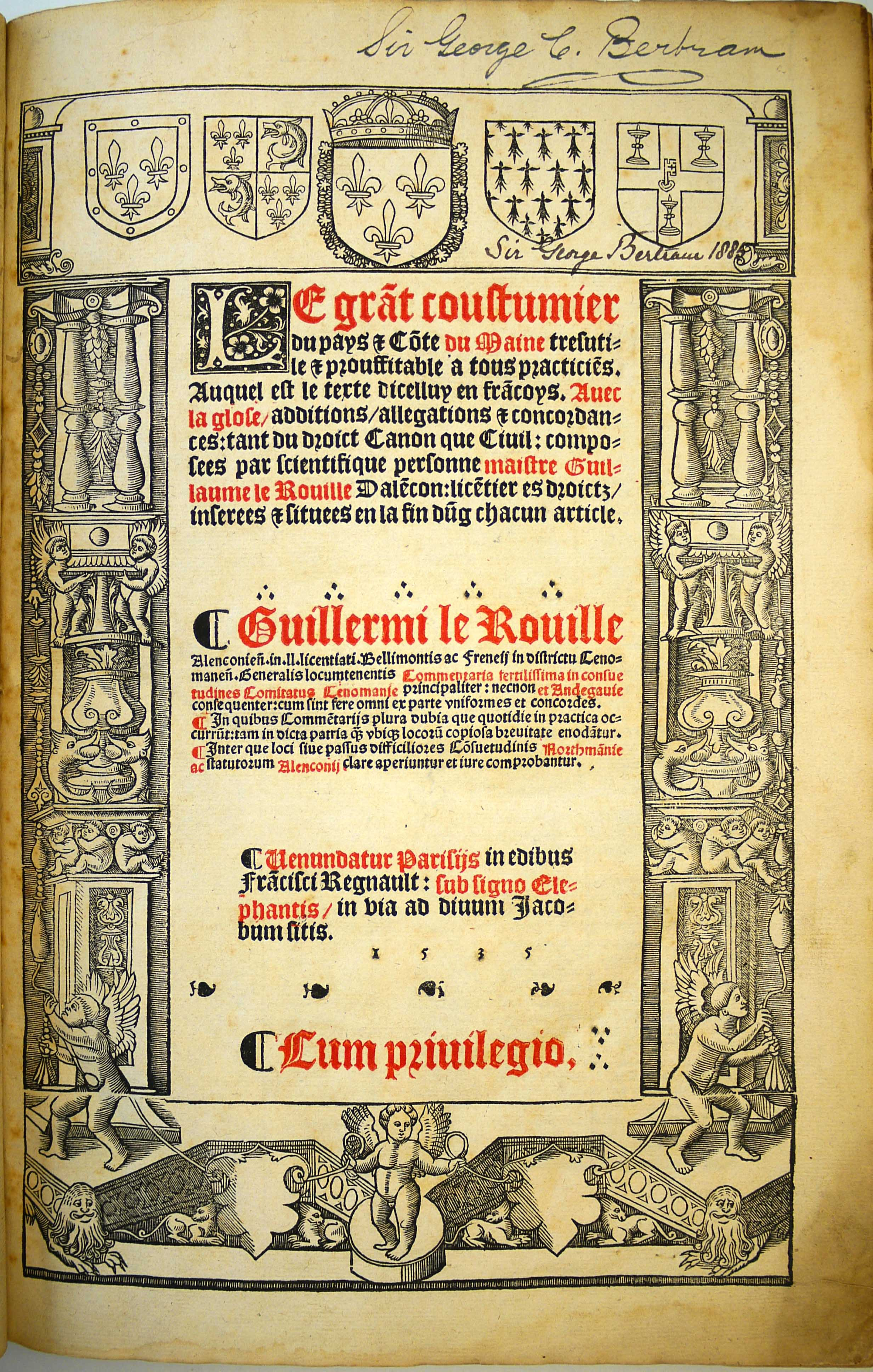
Commentaire de Le Rouillée sur les coutumes du Maine en 1535.

Les régions septentrionales et occidentales de l'Europe médiévale étaient « un patchwork de territoires dans lesquels la principale source du droit était la coutume, les usages et les pratiques qui se sont fixés et stabilisés ». Le droit normand était basé sur la tradition orale et les pratiques répétées de la société féodale. La première compilation écrite de l'ancienne coutume de Normandie est la « très ancienne coutume », écrite en latin dans un manuscrit rédigé entre 1199 et 1223. Le texte fut traduit en français probablement vers 1230,. Ce texte était probablement le travail d'intellectuels de l'époque ou de membres des cours afin d'être un manuel pour les praticiens du droit. En 1903, le professeur E. J. Tardif prépara une édition moderne en assemblant plusieurs sources.
La Grande coutume de Normandie (Summa de Legibus), écrite entre 1245 et 1258 en latin, a plus d'importance en droit jersiais. La première version imprimée date de 1438. La Grande coutume établit les lois et pratiques de Normandie sous la forme de 125 articles. Il est probable que l'auteur de cette compilation était le travail d'un unique praticien du droit ou d'un spécialiste, plutôt que le résultat d'un travail officiel.
En 1309, Édouard II d'Angleterre envoya des juges à Jersey afin de demander aux habitants du bailliage la loi sous laquelle ils souhaitaient être gouvernés : « la loi d'Angleterre, de Normandie, ou par leurs propres coutumes particulières ? ». Ils répondirent : « par la loi de Normandie », et indiquèrent aux juges la Summa of Malcael [le terme jersiais pour le Grand Coutumier] dans lesquelles les normes normandes se trouvaient. Ils ajoutèrent cependant que certaines coutumes propres à l'île existaient depuis des temps immémoriaux.
Au XVIe siècle furent rédigés deux commentaires du Grand Coutumier, écrit en Normandie, qui ont été très influents sur le droit jersiais. Guillaume Le Rouillé fut l'auteur de l'ouvrage Le Grant Coustumier du pays & duché de Normendie : tres utile & profitable a tous practiciens rédigé entre 1534 et 1539. Le Rouillé compila aussi les coutumes de la province voisine du Maine.
Les Commentaires du droit civil, tant public que privé, observé au pays et Duché de Normandie, de Guillaume Terrien, furent publiés en 1574. Dawes expliqua que le travail de Terrien était de sélectionner des textes du Grand Coutumier, les réagençant dans un ordre qui correspondait à l'organisation qu'il souhaitait et commentant le résultat. À ce commentaire, un autre auteur ajouta des notes titrées « Additio ».
Deux versions modernes du Grand Coutumier ont été produites, la première par le jurat William Laurence de Gruchy titré L’Ancienne Coutume de Normandie: Réimpression, éditée avec de légères annotations (1881), basé sur l'édition de 1539 de Le Rouillé. Le texte se présentait sous la forme de deux colonnes, l'une en latin et l'autre en français. En 2009, une traduction anglaise du texte latin de J. A. fut publiée.

#### Coutume réformée de Normandie

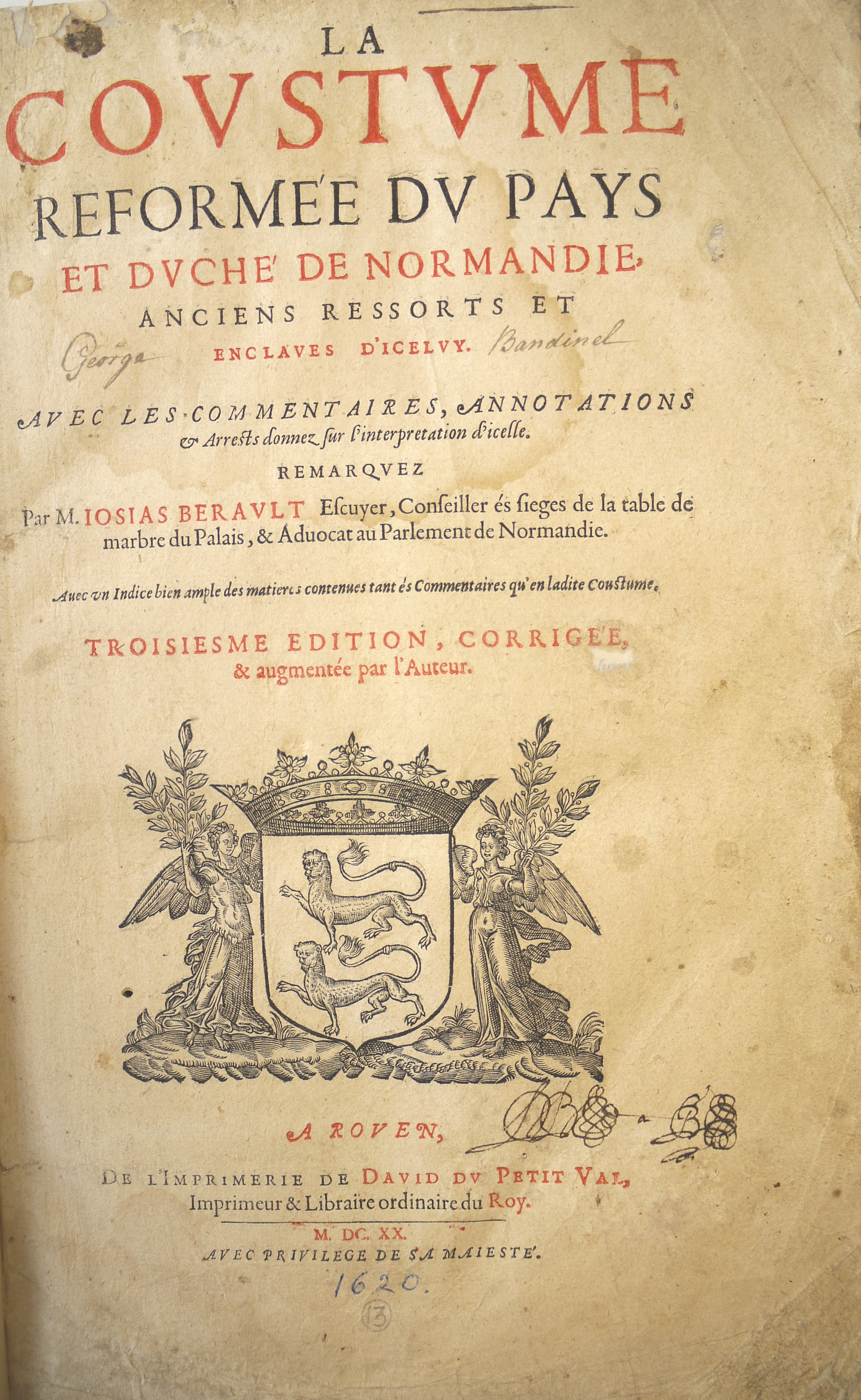
Commentaire de Berault en 1620.

La seconde période de développement de la coutume de Normandie s'est étendue en 1583 et 1804 et est appelée Coutume reformée. En 1453, Charles VII de France publia une ordonnance demandant la rédaction de toutes les coutumes de France. En d'autres mots, systématiquement écrite et approuvée par l'autorité royale. Le Duché de Normandie fut la dernière partie de la France à mettre en œuvre l'édit du roi mais le nouveau texte fut finalement préparé et reçut l'approbation royale en 1585 par Henri III de France.
Il y a deux raisons pour lesquelles la coutume réformée pourrait avoir moins d'importance pour Jersey : elle a été créée près de 380 après la séparation de Jersey du Duché de Normandie, et elle a été sanctionnée par le roi de France. Néanmoins, les juristes et tribunaux de Jersey ont fréquemment fait référence à la coutume réformée. Ainsi, par assimilation au droit jersiais, elle est maintenant considérée comme une source de droit de l'île.
Parmi les commentateurs de la coutume réformée se trouvent :
- Henri Basnage de Franquesnay[26] ayant écrit l'ouvrage Les Œuvres de maître Henri Basnage contenant ses commentaires sur la Coutume de Normandie, et son Traité des hypothèques,
- Jacques Bathelier d'Aviron,
- Josias Bérault ayant écrit l'ouvrage La coustume reformée due pays et duché de Normandie : Anciens ressorts et enclaves d'Icelevy[27],
- Jean-Baptiste Flaust dans son ouvrage titré Explication de la coutume et de la jurisprudence de Normandie, dans un ordre simple et facile[28],
- Jacques Godefroy,
- David Houard qui a rédigé le Dictionnaire analytique, historique, étymologique, critique et interprétatif de la coutume de Normandie[29],
- et Charles Routier qui a rédigé l'ouvrage Principes généraux du droit civil et coutumier de la province de Normandie[30].

En France, le droit coutumier fut aboli en 1804 par l'introduction des codes civil et pénal unique à toute la France.

#### Doctrine jersiaise sur la coutume
En plus de la doctrine originaire de France, Jersey a produit un certain nombre de commentaires de doctrine sur celle-ci. Au XVIIe siècle, Jean Poingdestre (1609–1691) et Philippe Le Geyt (1635–1716) écrivirent plusieurs documents concernant la coutume. Certains chapitre de l'ouvrage de Charles Sydney Le Gros (XXe siècle, Traité du Droit coutumier de l'île de Jersey, sont aussi pertinents.

#### Réforme législative de la coutume
Certaines règles de droit coutumier ont été amendées ou abolies par la loi aux XIXe et XXe siècles. Parmi ces exemples se trouve
- la Customary Law Amendment (No. 2) (Jersey) Law 1984 ;
- en droit coutumier, l'âge de la majorité est de 20 ans. La Age of Majority (Jersey) Law 1999 a réduit cet âge à 18 ans.
- la Wills and Successions (Jersey) Law 1993 abolissant la règle de droit coutumier selon laquelle tous les cadeaux faits à un concubin sont nuls.
- le Customary Law Amendment (Jersey) Law 1948 qui est venu inverser une coutume.
- et l’année de jouissance (le droit, pour un exécutant, de bénéficier des revenus tirés de l'administration d'un bien immobilier pendant un an et un jour, fut aboli par Wills and Successions (Jersey) Law 1993.

### Influence des droits anglais et français
Certains domaines du droit jersiais, tel que les éléments liés à la négligence et le droit administratif, sont influencés par le droit anglais. Dans d'autres branches, dont le droit des contrats, les juridictions de Jersey se sont inspirées du droit français.

### Influence internationale: la Convention européenne des droits de l'homme
La Human Rights (Jersey) Law 2000, basée sur l’Human Rights Act 1998 du Royaume-Uni, requiert des juridictions jersiaises qu'elles interprètent la législation de manière compatible avec les droits et libertés contenus dans la Convention européenne des droits de l'homme. L'administration publique de Jersey doit agir conformément aux droits de la Convention.
En janvier 2012, Jersey a adopté des lois reconnaissances les unions civiles pour les couples de même sexe.

### Jusriprudence

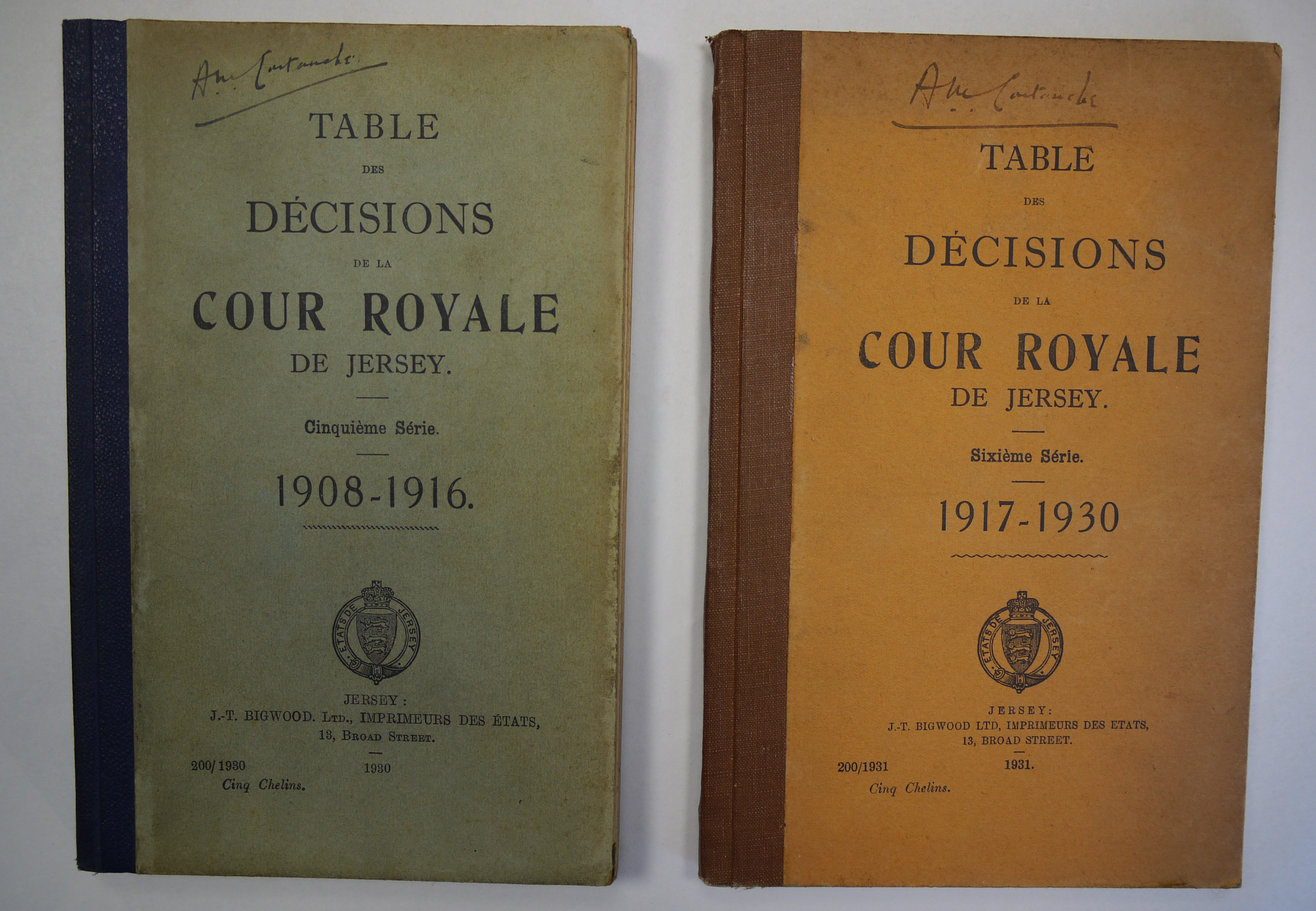
Table de Décisions de la Cour Royal de Jersey 1885-1978.

Contrairement aux juridictions anglaise et galloise, le droit jersiais ne suit pas strictement la règle selon laquelle un précédent lie les autres cours. La Cour royale de Jersey n'est pas liée par ses propres décisions sur un point de droit, bien qu'elle les suive généralement à moins qu'elle soit convaincue que son ancienne décision fut erronée. Le même élément peut être retrouvé avec les Cours d'appel de Jersey. Cependant, toutes les juridictions de Jersey sont liées par les points de droit décidés par le Comité judiciaire du Conseil privé.
Aux XIXe et XXe siècles, une série d'améliorations du système de rédaction et de publication des jugements furent mises en place. En 1885, la Cour royale de Jersey commença à publier la Table des Décisions de la Cour royale de Jersey – qui indexait, par sujet, les décisions. Ces tables étaient préparées par le greffier.
En 1950, le Conseiller de la reine Charles Thomas Le Quesne revint à Jersey après avoir exercé au Barrister en Angleterre et au pays de Galles (en) et fut nommé bailli. Jusqu'alors, les jugements de la Cour royale était motivés à la façon française, et écrits en français par le greffier (et non par le juge), et exprimaient brièvement les raisons de la décision de la Cour. Le Quesne changea la langue des jugements à l'anglais et adopta le style de la common law dans ses jugements (où le juge donne les raisons détaillées conduisant à l'acceptation ou au rejet des soumissions des parties ). Entre 1950 et 1984, la Cour royale publia ses jugements et ceux de la Cour d'appel dans une série de rapports légaux appelés les Jersey Judgments (onze volumes au total). Depuis 1984, une nouvelle série commença appelée Jersey Law Reports.
En 2004, le Comité d'information légale de Jersey (Jersey Legal Information Board ou JLIB) fut établi pour améliorer « l'accessibilité du droit écrit et des affaires en cours au public et d'avoir un système judiciaire plus efficace et intégré par l'usage des technologies de l'information ». Les jugements de la Cour royale et de la Cour d'appel sont publiés en ligne.

## Réforme du droit
La Commission du droit de Jersey fut établie par les États de Jersey en 1996 pour superviser l'évolution du droit jersiais et proposer des réformes légales.

## Sources
- (en) Cet article est partiellement ou en totalité issu de l’article de Wikipédia en anglais intitulé « Law of Jersey » (voir la liste des auteurs).

## Compléments